# كويان (أسطورة)
کويان (بالإنجليزية: Koyan)‏ اسم قبلي في أساطير استراليا للروح الطيب.